# Muzyk sesyjny
Zasugerowano, aby zintegrować ten artykuł z artykułem Sideman. Nie opisano powodu propozycji integracji.
Muzyk sesyjny – profesjonalny muzyk wynajmowany do grania lub śpiewania, w przeciwieństwie do muzyków, którzy albo są stałymi członkami zespołów muzycznych, albo występują na własną rękę.
Od muzyków sesyjnych zwykle wymaga się zdolności do przystosowania się do wielu różnych stylów muzycznych oraz umiejętności szybkiej nauki partii instrumentalnych/wokalnych.
Chociaż termin najczęściej stosowany jest w kontekście muzyki rozrywkowej (np. rock, jazz, country, pop), może być też użyty w odniesieniu do wykonawców muzyki poważnej.
Z usług muzyków sesyjnych korzysta się w sytuacjach, kiedy ich umiejętności potrzebne są w pewnym okresie, od kilku godzin do wielu miesięcy. Do takich sytuacji należą:
- akompaniament dla artystów solowych, w studio i na koncertach,
- tymczasowe występy w zastępstwie członków zespołów muzycznych,
- potrzeba dogrania dodatkowych partii instrumentalnych/wokalnych dla zespołu,
- akompaniament w studio nagrań do: filmów, reklam, produkcji telewizyjnych,
- akompaniament w produkcjach teatralnych.

Zwykle muzycy sesyjni nie zdobywają wielkiej popularności, ale przeważnie są znani w środowisku muzycznym.
Muzyk studyjny to muzyk sesyjny, który pracuje wyłącznie w studio nagrań i nie udziela się na koncertach i innego rodzaju występach.